# Annabelle
Az Annabelle a The Shorts holland pop csapat 3. kimásolt kislemeze a Comment ça va című albumról. A dal nem volt túl sikeres, a holland slágerlista 25. helyéig jutott, ahol 4 hétig volt helyezett.

## Tracklista

### Kislemez Európa
1. Annabelle
2. Christmas Without You[2]